# Shizhong, Neijiang
Shizhong är ett stadsdistrikt och säte för stadsfullmäktige i Neijiang i Sichuan-provinsen i sydvästra Kina. Det ligger omkring 150 kilometer sydost om provinshuvudstaden Chengdu. 
Shizhong kan översättas till svenska med "stadscentrum".